# 웨일 라이더
《웨일 라이더》(영어: Whale Rider)는 2002년 개봉한 뉴질랜드와 독일 합작 영화이다.

## 줄거리
영화 '웨일 라이더'는 뉴질랜드 마오리족 소녀 파이케아(파이)의 이야기다. 부족의 전통에 따르면 족장은 파이케아(고래를 타고 왔다는 전설 속 인물)의 직계 남성 후손이어야 하지만, 파이는 여자로 태어나 족장이 될 수 없는 운명이다. 파이의 할아버지 코로는 손녀를 아끼면서도 부족 내 갈등의 원인으로 여기며 질책한다. 파이의 아버지는 전통적인 지도자 자리를 거부하고 독일로 떠나면서, 코로는 새로운 지도자를 찾기 위해 마을 소년들에게 전통적인 무기 사용법을 가르친다. 파이는 여성이라는 이유로 수업에 참여하지 못하지만, 몰래 연습하며 자신의 능력을 키운다. 파이는 족장이 될 수 있다고 믿고, 할아버지의 반대에도 불구하고 끈질기게 노력한다.
파이는 남자아이들과의 무기 대련에서 승리하고, 할아버지가 바다에 던진 고래 이빨을 찾아내며 지도자로서의 자격을 증명하지만, 코로는 여전히 파이를 인정하지 않는다. 절망한 코로는 고래들을 불러 도움을 청하고, 파이 역시 고래들을 향해 외친다. 어느 날, 해변에 수많은 고래들이 좌초되고, 마을 사람들은 고래들을 바다로 돌려보내려 하지만 실패한다. 코로는 파이가 고래를 만지는 것조차 막으려 하지만, 파이는 가장 큰 고래에 올라타 고래들을 바다로 이끌고, 물속으로 잠수한다. 파이가 사라지자 할머니는 코로에게 파이가 고래 이빨을 찾았다는 사실을 알리고, 코로는 자신의 잘못을 깨닫는다. 파이는 다시 발견되어 병원으로 옮겨지고, 코로는 파이를 진정한 지도자로 인정하며 용서를 구한다. 영화는 파이가 부족의 지도자가 되는 것을 축하하며 마무리된다. 파이는 자신의 이름을 말하며 앞으로 나아갈 것을 다짐한다.

## 배역
- 케이샤 캐슬 휴스 - 파이 역
- 라위리 파라틴 - 할아버지 역
- 비키 호튼 - 할머니 역
- 클리프 커티스 - 프로랑기 역

## 한국판 성우진(SBS) (2007년 1월 7일)
- 우정신 - 파이키아(케이샤 캐슬 휴스)
- 이호인 - 코로 할아버지(라위리 파라텐느)
- 임수아 - 플라워즈 할머니(비키 호튼)
- 정승욱 - 포로랑기(클리프 커티스)
- 류다무현 - 라우리 삼촌(그랜트 로아)
- 유지영 - 마카(마벨 와레카와)
- 성병숙 - 헤미(마나 타우마우누)
- 박수옥 - 미로(라위니아 클락)
- 방성준 - 윌리(타우가로아 에밀)